# 脳室周囲器官
脳室周囲器官（のうしつしゅういきかん、英語: circumventricular organs、CVO）は生命維持に関わる恒常性を制御する重要脳器官である。主要な構造器官には脳弓下器官（subformical organ）、交連下器官（subcommissural organ）、松果体（pineal body）、最後野（area postrema）、正中隆起（median eminence）、神経下垂体（neurohypophysis）、血管器官（organum vasculosum）があげられる。脳室周囲器官は自ら分泌するホルモンなどの物質を全身に運ぶ必要があるため脳室周囲器官では血液脳関門が発達していない。脳室周囲器官は血管に富み、脳内への選択的物質輸送を担う有窓性毛細血管が密集するとともに脳室側から脳膜側に長い突起を伸ばした特殊な上衣細胞のタニサイトがある。脳室周囲器官は血液脳関門が存在しないことから、その中の細胞は様々な生体物質の変化や侵入に直接暴露されているため「脳の窓」と呼ばれている。

## 構造
脳室周囲器官は脊椎動物の脳の正中部（脳室周囲）にみられる構造的にも機能的にも特化した器官である。脳室周囲器官に共通する特徴は内分泌器官と同じように毛細血管の分布が豊富で、内皮に窓があり、血管周囲腔が存在することである。毛細血管周囲に基底膜以外に全く腔がない一般の脳実質とは著しく構造が異なる。これらの部位では何らかのかたちの物質交換が盛んなことが推測される。脳室周囲器官には自律神経系や神経内分泌系の中枢が存在し、自律神経・内分泌の恒常性制御に必要なシステムが備わっている。第三脳室壁に接する脳実質は間脳である。第三脳室の側壁は視床に接し、腹壁と側腹壁は視床下部に接する。視床下部には終板器官、脳弓下器官、視索前野、室傍核などがありお互いにネットワークを構成しながら機能している。側脳室から第三脳室にかけて脈絡叢と脳弓下器官があり、第三脳室から中脳水道にかけて交連下器官があり、第四脳室の背壁に脈絡叢と最後野がある。脳弓下器官、終板器官、最後野はニューロンの細胞体を有し、他の脳領域と神経結合をもっているので感覚性脳室周囲器官（sensory CVO）とも呼ばれる。第三脳室の側壁には傍脳室器官があり、第三脳室の背壁には上生体（松果体）、副上生体、脈絡叢、背嚢があり、第三脳室の腹壁には終板器官、神経下垂体、血管嚢がある。血管嚢は魚類で発達している。網膜は発生学的には脳室周囲器官の一部である。なお脈絡叢は文献によっては脳室周囲器官に含まれないこともある。

### 終板器官
第三脳室の前壁を構成する組織で、前交連と視神経交叉の間に位置する終板器官（organum vasculosum of the lamina terminalis、OVLT）は、発生学的に神経管の先端にあたる終板の正中腹側を占めるためこの名がある。終板器官の内側は第三脳室に面して膨隆し、外側はくも膜下腔に面する。したがって内側、外側ともに髄腋に接している。内側から外側に向けて上衣細胞層、内層、外層の3層からなり、軟膜から入った血管が外層で血管叢をつくり、内層に進入そて毛細血管ループまたは糸球を形成する。毛細血管内皮は一般の内分泌腺の場合と同じように窓あき型で、血管周囲腔がみられる。血管壁には血管周囲腔を隔てて、神経線維、グリア細胞、タニサイトの突起が終わっている。

### 脳弓下器官
脳弓下器官（subfornical organ）は左右の脳弓柱が合して脳弓体となった直後にある米粒半分大の器官である。この部位を覆う上衣細胞には密着結合が発達する。細胞内にはのみこみ小胞が多い。外側と後方は脈絡組織に続く。上衣細胞層の下に中間層と基底層がある。前者には上衣細胞の突起、神経細胞体とその突起、グリア細胞などがみられる。後者には窓あき型の毛細血管が豊富に分布し、その周りに血管周囲腔が存在する。したがってここにも血液脳関門がない。血管壁には主にグリア細胞の突起が終わっている。

### 交連下器官
交連下器官（subcommissural organ）は第三脳室から中脳水道への移行部の背側にあり、脳室上衣細胞の背が著しく高くなったものである。この円柱状の上衣細胞は分泌顆粒をもち、蛋白質を分泌する。分泌物が1本の糸になって、脳室から中心管に伸びておりライスネルの糸とよばれる。深層にある上衣細胞の突起は逆に伸びて、脳の外表面の血管にまで達する。この特殊化された上衣細胞層の下には上衣下細胞とよばれる細胞がある。この器官は円口類から哺乳類まで脊椎動物にひろく存在するが、ヒトでは胎生期から4歳ごろまで認められその後退化する。

### 傍室器官
傍室器官（paraventricular organ）は第三脳室の側壁中央部にある。上衣細胞が重層であること、その下に神経膠性の成分が少なく、すぐに神経細胞があり、その樹状突起が上衣細胞の間を通り抜けて脳室内に突出していることが特徴である。すなわち、髄腋接触ニューロンがよく発達している。この部位ではニューロンが直接に脳脊髄液にふれることになり、脳脊髄液と神経細胞の間に直接交流が行われると考えられる。神経の中にノルアドレナリンやセロトニンを含有するものが多い。髄腋内の神経終末は髄腋の物理的・化学的組成の変化に対する受容器の可能性と、髄腋内へ何かを放出する可能性が考えられる。

### 最後野
最後野（さいこうや、area postrema）は菱形窩の最後部、すなわち第四脳室が中心管に移行する部位にあたり、毛細血管が豊富に分布する。毛細血管の多くは内腔が広い洞様毛細血管である。それらの内皮には窓があり、基底膜を隔てて血管周囲腔が存在する。実験的に血管内に投与した色素は、容易に血管周囲腔へ滲み出し、近傍の孤束核まで広がる。最後野の実質には、小型の神経細胞と変形したグリア細胞がある。この部の神経細胞は豊富なグリコゲンと多くの水解小体を含む。最後野のニューロンは視床下部からの下行性の入力のほかに、迷走神経や舌咽神経を介して胸腹部臓器の臓性知覚入力を受け、孤束核や迷走神経背側核に投射する。したがって、血中の情報を経て、主として内臓支配の自律中枢に伝える役割をもつ。一部のニューロンはアミン作動性である。

## 機能
脳室周囲器官は多様な機能スペクトラムからなる。
1. 終板器官や神経下垂体のように神経血管器官として分化したもの
2. 上生体（松果体）や副上生体のように感覚器官として分化したもの
3. 脈絡叢（脳脊髄液を分泌）や交連下器官（ライスナー糸を分泌）のように脳室への分泌器官として分化したもの
4. 脳弓下器官のようにアンジオテンシンを介して水飲み行動を誘導する器官として分化したもの
5. 視索前野のように身体的侵害ストレス（低酸素、有毒ガス、低血糖、高熱、強い光線）の「窓」として分化したもの
6. 室傍核のようにバゾプレシンやオキシトシンを産出する神経内分泌器官として分化したもの

このような分化した器官を用いて以下の12個の生理学的制御機構が脳室周囲器官にはある。
1. 視床下部のストレス中枢によるストレス反応の制御
2. 自律神経・内分泌系における恒常性の概日リズム制御
3. マスト細胞による生命を守る宿主防衛反応
4. 自然免疫系における恒常性の制御
5. ポリモーダル細胞感知器TRPチャネルによる侵害的感覚ストレス反応の制御
6. 侵害的疼痛反応の制御
7. アクアポリンチャネルと一過性受容器電位チャネルによる脳脊髄液動態の制御
8. 体液の恒常性制御
9. 感情的長期記憶の想起と保持機構
10. 血行動態恒常性の交感神経制御機構
11. 歩行運動の一次駆動中枢としての機能
12. 抑制性神経伝達受容体による制御機構

## 脳室周囲器官制御破綻症候群
脳室周囲器官の破綻によって脳室周囲器官制御破綻症候群（circumventricular organs dysregulation syndrome、CODS）が起こると考えられている。CODSに含まれる病態には頭蓋咽頭腫、視神経脊髄炎、インターフェロン脳症、ウェルニッケ脳症、メトロニダゾール脳症、ヒトパピローマウイルスワクチン接種後神経障害（HANS）などが知られている。

## タニサイト
脳室周囲器官や脳室の特定の部位では一部の上衣細胞の基底突起が長く伸び、脳実質を横切り脳の表面や血管壁に達している。このような細胞をタニサイト（有尾細胞、伸長上衣細胞）とよぶ。タニサイトの基底突起は近くのタニサイトから出たものと集合して小束を形成する。これが光学顕微鏡では上衣線維に相当する。タニサイトは密着結合でつながっており、脳室周囲器官と脳脊髄液の自由な物質交換を妨げている。タニサイトの基底突起は血管壁のエンドフット（終足）として終わる。血管壁やその近傍にあるタニサイトのエンドフットにはシナプス様構造をもって接触する神経終末があるが、タニサイトはそのエンドフットを神経終末と血管壁の間に伸ばしたり引っ込めたりすることによって神経と血管壁の接触を遮断したり、逆に接触面を増やしたりする。